# Gyaria longispina
Gyaria longispina är en insektsart som beskrevs av Synave 1962. Gyaria longispina ingår i släktet Gyaria och familjen Flatidae. Inga underarter finns listade i Catalogue of Life.